# 基賈-庫德里內茨卡
48°37′38″N 26°20′38″E / 48.62722°N 26.34389°E
基賈-庫德里內茨卡（烏克蘭語：Кізя-Кудринецька）是烏克蘭的村落，位於該國西部赫梅利尼茨基州，由卡緬涅茨-波多利斯基區負責管轄，面積1.5平方公里，海拔高度235米，2001年人口168，人口密度每平方公里112人。